# Convento de San Ildefonso (Burgos)
El convento de San Ildefonso fue un cenobio de la ciudad española de Burgos, ya desaparecido.

## Descripción
El convento, fundado en el siglo XV, era de agustinas. Aparece descrito en la Guía general de Burgos de Antonio Buitrago y Romero con las siguientes palabras:

San Ildefonso.—Éste era de religiosas canónicas reglares de San Agustin; su fundacion es del obispo D. Alonso de Cartagena, por escritura otorgada en 28 de Junio de 1456, dotándola con un molino, várias tierras y la hacienda de Capiscol, con obligacion de tener casa de hospitalidad con cuatro camas y repartir treinta fanegas de trigo al año entre los pobres. Dejó por heredero único de todos sus bienes al convento; pero como tenía muchas deudas, concurrieron los acreedores y quedó sin nada, y la comunidad entónces solicitó de Roma borrar sus armas, que estaban repartidas por toda la iglesia y convento, pero no se le concedió.
(Buitrago y Romero, 1876, p. 207)

## Destrucción
El monasterio pasó a manos militares en 1839, y poco a poco su fisonomía fue transformándose a las necesidades de su nueva función como Parque de Artillería, siendo derribada la iglesia en 1857 para construir nuevos barracones y talleres.